# 마고 왕조
마고 왕조(Magonid dynasty)는 기원전 550년부터 기원전 340년까지의 카르타고 제국의 왕조였다. 기원전 340년, 왕조는 마고 1세에 의해 처음 창건되었는데, 그의 아래에서 카르타고는 서부 지중해의 페니키아 식민지들에게 강한 영향력을 행사하게 되었다. 마고 왕조 아래에서 카르타고 제국은 팽창하여 리비아의 사르디니아를 병합하였고 근 10년동안 시칠리아를 병합하였다.
마고와 그의 초기 계승자는 왕으로서라기보다는 독재관 또는 정치적인 대인으로 다스렸다.
기원전 480년 ,하밀카르 1세의 사후에 왕은 그의 권력 대부분을 귀족 자문 원로에게 잃었다. 기원전 308년 한노 왕조의 보밀카르는 쿠데타를 일으켜 군주의 전권을 회복하려 하였다. 그러나 실패하여 카르타고는 공화국이 되었다.

## 지도자 목록
- 마고 1세 c.550-c.530 BC
- 하스드루발 1세 c.530-c.510 BC
- 하밀카르 1세 c.510-480 BC
- 한노 2세 480-440 BC
- 히밀코 1세 (시칠리아) 460-410 BC
- 한니발 1세 440-406 BC
- 히밀코 2세 406-396 BC
- 마고 2세 396-375 BC
- 마고 3세 375-344 BC
- 한노 3세 344-340 BC

## 연표
550 BCE: 마고 1세 집권.
540 BCE: 카르타고-에트루리아 동맹이 알랄리아 전투후 코르시카에서 그리스인들을 추방하였다.
530 BCE: 마고가 죽고 하스드루발 1세 집권
Mid 520s BCE: 하스드루발이 그의 형제 하밀카르 1세와 사르디니아로 출정.
510 BCE: 하밀카르 1세 집권
509 BC: 카르타고와 고대 로마 사이에 조약이 체결되어 영향력과 상업 활동의 분할을 보였다. 이것은 카르타고가 시칠리아와 사르디니아뿐만 아니라 아프리카의 엠포리아와 케이프본에 대한 조정권을 얻었음을 나타낸다.
483 BCE: 카르타고가 그리스인에 대항하여 처음으로 시칠리아에 출정
480 BCE: 카르타고는 히메라 전투에서 큰 손실을 겪었다. 하밀카르는 피살되고 1차 시칠리아 전쟁은 종전하였다. 한노 2세 또는 항해자 한노가 집권하였다. 104인으로 구성된 장로회가 등장하고 카르타고의 왕권은 약화되었다.
440 BCE: 한노의 치세 종료. 그의 치하에서 아프리카의 많은 지역이 카르타고에 병합되었으며 아프리카의 대서양 연안이 탐험되고 정착되었다. 히밀코 1세 집권.
410 BCE: 한니발 1세 집권. 같은 해에 시칠리아 공격.
409 BCE: 시라쿠사의 강력한 그리스 동맹 도시 셀리누스의 파괴로 정전.
406 BCE: 한니발 병사후 히밀코 2세 집권.
396 BCE: 히밀코는 디오니시우스 1세에게 크게 패하고 자살. 마고 2세 집권.
392 BCE: 마고는 리비아 반란을 깨트리고 시칠리아의 디오니시우스와 휴전.
378 BCE: 마고가 이탈리아 남부의 크로니온 전투에서 시라쿠사 군에 패하여 시리쿠사와 카르타고는 화친하였다.
375 BCE: 마고 2세가 죽고 마고 3세가 집권.
348 BCE: 이탈리아의 중요한 강대국으로 부상한 로마와의 2차 협상.
344 BCE: 마고 3세가 죽고 한노 3세 집권.
340 BCE: 한노 3세가 원로들의 자문회에 대항하여 쿠데타를 시도하여 군주의 권력을 회복하려고 하였으나 실패하고 처형되었다.

## 참고문
1. ↑  “History of Tunisia Summary”. 2009년 8월 27일에 원본 문서에서 보존된 문서. 2009년 8월 27일에 확인함. 다음 글자 무시됨: ‘ BookRags.com ’ (도움말)
2. ↑  Caven, Brian (1990). 《Dionysius I: War-lord of Sicily》. Yale University Press. 122쪽. ISBN 0300045077, 9780300045079 |isbn= 값 확인 필요: invalid character (도움말).
3. ↑  Roberts, Peter (2006). 《Excel HSC Ancient History》. Pascal Press. 60–61쪽. ISBN 1741251796, 9781741251791 |isbn= 값 확인 필요: invalid character (도움말).
4. ↑  “Carthage”. 2017년 8월 22일에 원본 문서에서 보존된 문서. 2018년 4월 9일에 확인함.
5. ↑  http://books.google.com/books?id=vx251bK988gC&pg=PA365&dq=magonids+carthage&ei=nqLnSOH8HYyYyAS0q5mGAg&sig=ACfU3U0oTph8zWqaWVy2K_vYROR8WTFSYg#PPA367,M1